# 岡部貴士
岡部貴士（おかべたかし、1977年生まれ）は、日本のリスク・危機管理コンサルタント。国際政治・地政学リスク、企業の海外進出、危機管理等の分野において活動し、コントロール・リスクス日本法人の代表取締役社長を務める。

## 経歴
2000年、慶應義塾大学総合政策学部卒業。
金融機関、コンサルティング会社の経営者（デロイト トウシュ トーマツリスクアドバイザリー事業本部パートナー）を経て、現在はコントロール・リスクス・グループ株式会社代表取締役社長を務めている。

## 活動
地政学リスク、安全保障、海外進出、グローバルサプライチェーン上のリスク等の分野で主に日本経済新聞や日経Live    、日経CNBC、JOI（海外投融資情報財団）、JOEA(日本在外企業協会)、JCAA（日本商事仲裁協会）、BCCJ（在日英国商工会議所）、ハーバード・ビジネス・レビュー日本語版、Nikkei Asia、全国銀行協会等において出演・講演などの活動を行っている。

## 受賞・資格・著作等
- 慶應義塾大学在学中に湘南藤沢学会から「通貨危機発生の予測可能性および予防可能性に関する考察」[17]および「貯蓄の世代間移転および国際的移転に関する研究（共著）」が出版された[18]。
- 2015年、岡部が執筆した論文「米中紛争リスクおよび国連システムの役割と課題」が一般財団法人佐藤栄作記念国連大学協賛財団より第31回佐藤栄作賞 を受賞した。[19] [20]
- 2013年、日経・CSISバーチャル・シンクタンクの第2期フェローに選出された。[21] 同シンクタンクの活動の一部として、政府の対外情報収集・分析機能を強化するための政策提言の策定に関与した。2015年9月23日に公開された当提言では、日本人が海外でテロの被害を受けるリスクの低減や、安全保障上の懸念がある国・地域への先端技術の流出防止に向けて、「官民双方の協力による日本型インテリジェンス・ネットワークの拡充」や「省庁の縦割りを排した情報の集約と共有」の必要性が示された[22]。この提言は、細谷雄一（慶應義塾大学法学部教授）がとりまとめを行い、岡部もチームの一員として提言のとりまとめに参加した[23]。